# Tour de la Pharmacie Centrale
El Tour de la Pharmacie Centrale era una cursa ciclista per etapes que es disputa a Tunísia. Es disputaren tres edicions de 2006 a 2008 i va formar part del calendari de l'UCI Àfrica Tour a partir de 2007. El 2018 es va recuperar la cursa.

## Palmarès
| Any       | Vencedor        | Segon           | Tercer            |
| --------- | --------------- | --------------- | ----------------- |
| 2006      | Hassan Ben Nasr | Thomas Rabou    | Jean-Noël Wolf    |
| 2007      | Hassan Ben Nasr | Aymen Brini     | Matthias Sellnow  |
| 2008      | Thomas Nosari   | Hassan Ben Nasr | Eddy Lamoureux    |
| 2009-2017 | No disputat     | No disputat     | No disputat       |
| 2018      | Gaëtan Bille    | Adrien Thomas   | Stéphane Poulhiès |